# 中村義一 (分子生物学者)
中村 義一（なかむら よしかず、1947年11月25日 - ）は、日本の分子生物学者。東京大学医科学研究所基礎医科学大部門遺伝子動態分野名誉教授。専門は分子遺伝学と分子生理学。RNA医科学研究の第一人者。

## 経歴
新潟県出身。1972年、京都大学理学部物理学科卒業。1977年、京都大学大学院理学研究科生物物理学専攻博士課程修了、理学博士となる。1977年、日本学術振興会奨励研究員となる。1978年、東京大学医科学研究所助手となる。1986年、東京大学医科学研究所癌体質学研究部助教授となる。2000年から東京大学医科学研究所基礎医科学大部門遺伝子動態分野教授。傍ら、2002年から2003年まで東京大学医科学研究所副所長を務めた。
2005年から、株式会社リボミック取締役として、RNAアプタマーに関する研究成果を利用した新薬の開発にも携わっている。2012年リボミック代表取締役社長。

## 著書
- 『RNAの細胞生物学』（坂本博との共編）共立出版、2004年 ISBN 978-4-320-05607-7
- 『RNAi』（グレゴリー・ハノンとの共著）メディカルサイエンスインターナショナル、2004年 ISBN 978-4895923828
- 『躍進するRNA研究』（塩見春彦との共編）羊土社、2004年 ISBN 978-4-89706-106-1
- 『RNAルネッサンス』（田原総一朗との共著）医薬経済社、2006年 ISBN 978-4-902968-07-1
- 『RNAと創薬』メディカルドゥ、2006年 ISBN 978-4944157341
- 『RNA工学の最前線』（大内将司との共著）シーエムシー出版、2006年 ISBN 978-4882315193